# Manaquí cuabarrat
El manaquí cuabarrat (Pipra fasciicauda) és un ocell de la família dels píprids (Pipridae).

## Hàbitat i distribució
Habita boscos, especialment de ribera a les terres baixes de l'est del Perú, nord i est de Bolívia, sud de l'Amazònia, sud del Brasil, est de Paraguai i nord-est de l'Argentina.